# Altolamprologus
Altolamprologus (von lateinisch altus = „hoch“; also „hoher Lamprologus“) ist eine aus drei beschriebenen Arten bestehende Gattung aus der Familie der Buntbarsche (Cichlidae). Sie sind endemisch im Tanganjikasee, wo sie im Biotop der Fels- und Geröllufer leben. Sie werden im Deutschen wegen ihrer äußeren Ähnlichkeit mit den nicht näher verwandten Nanderbarschen (Nandidae) auch als Nanderbuntbarsche bezeichnet.

## Merkmale
Die Fische haben, als Anpassung an den Beutefang in schmalen Felsspalten, eine hochrückige, seitlich stark abgeflachte Gestalt. Das Maul ist tief gespalten und verläuft von der Maulspitze schräg nach unten. Es ist stark vorstülpbar (protraktil).
Die Männchen werden 12 bis 13 Zentimeter lang, die Weibchen bleiben mit 7 Zentimeter wesentlich kleiner.
Wie die meisten Arten aus der Lamprologini Tribus brüten auch die Altolamprologus versteckt und legen ihre 100 bis 200 Eier in kleine Höhlen oder Spalten, in die die Weibchen gerade hineinpassen.

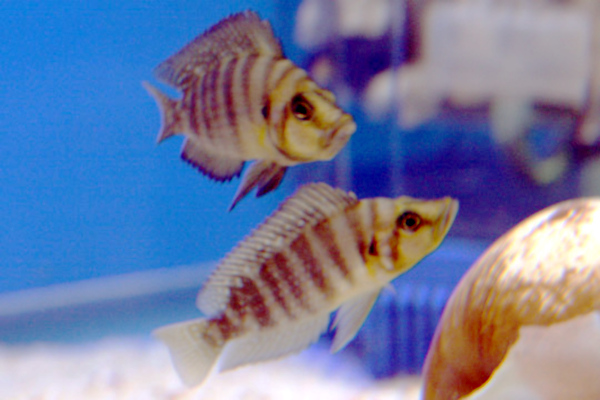
Altolamprologus compressiceps

## Arten
- Altolamprologus calvus (Poll, 1978), hat 7 bis 8 dunkle Querbinden, Flossen mit glänzenden Punkten, Nackenschuppen nur unmittelbar vor der Rückenflosse.
- Altolamprologus compressiceps (Boulenger, 1898), hat 6 bis 7 dunkle Querbinden, schwarze Flossen, Nackenschuppen vom hinteren Augenrand bis zur Rückenflosse. Von Altolamprologus compressiceps gibt es eine Farbvariante von der sambischen Küste des Tanganjikasees, mit leuchtend gelbem Kopf, der als Goldkopf-Compressiceps im Handel ist.
- Altolamprologus fasciatus (Boulenger, 1898), hat eine ähnliche Gestalt wie die übrigen Altolamprologus-Arten, ist aber weniger hoch gebaut.[1]
- Eine bisher unbeschriebene Art, Altolamprologus sp. „Sumbu“ (auch: „sumbu shell“) kommt ebenfalls aus dem Süden des Tanganjikasee. Diese Tiere werden nur 5 bis 7 Zentimeter lang.

## Äußere Systematik
Altolamprologus ist eine der wenigen sicher monophyletischen Gattung in der Tribus Lamprologini. Die Schwestergattung ist Lepidiolamprologus, eine Gattung mit zylindrischer Körperform. Zusammen mit Lepidolamprologus, den basal stehenden „Schneckenbuntbarschen“ und einigen weiteren Lamprologus und Neolamprologus-Arten bildet Altolamprologus eine monophyletische Klade innerhalb der Lamprologini, die sich durch einen verknöcherten Lippenknorpel auszeichnet.